# تارا بورن
تارا كيلي بورن (مواليد 17 يوليو 2003) لاعبة كرة قدم إنجليزية محترفة، تلعب في مركز الدفاع مع نادي ساوثهامبتون لكرة القدم للسيدات في دوري البطولة الإنجليزية (تشامبيونشيب) ومنتخب إنجلترا لكرة القدم تحت 23 عامًا. سبق لها اللعب مع مانشستر يونايتد، وبلاكبيرن روفرز، وبرمنغهام سيتي، وشيفيلد يونايتد.

## مسيرتها الكروية
بدأتُ لعب كرة القدم منذ أن كنتُ طفلة مع فريق المحلي، ثم انضمتُ إلى نادي ليفربول الذي شجعته، أشبه بالحلم ثم انتقلتُ للعب مع مانشستر سيتي، وكانت تجربة تلفة بالنسبة لها ومنحها تحدي جديد. أبدى بعد ذلك مانشستر يونايتد اهتمامه باللاعبة الشابة، كنتُ أيضاً قائدة في أول مباراة لي مع منتخب إنجلترا تحت 15 عاماً في الرابعة عشرة من عمرها، قائدًا لمنتخب إنجلترا في أول مشاركة لي، وفي بطولة أوروبا تحت 17 عامًا، واستمررتُ في اللعب حتى شاركتُ لأول مرة مع منتخب تحت 23 عاماً.
صعدت تارا من أكاديمية مانشستر يونايتد تحت 21 عامًا خلال موسم 2019-20. بعد تخرجها من أكاديمية يونايتد، وقعت أول عقد احترافي لها في أغسطس عام 2021، وظهرت لأول مرة مع الفريق الأول في أبريل 2021 في مباراة الدور الرابع من كأس الاتحاد الإنجليزي للسيدات ضد نادي بيرنلي لكرة القدم للسيدات، حيث دخلت بديلةً في الدقيقة 59 خلال المباراة التي فاز فيها الفريق بستة أهداف دون مقابل. وأُعيرَت لموسم واحد إلى شيفيلد يونايتد من دوري البطولة الإنجليزية. شاركت في 12 مباراة في جميع المسابقات مع يونايتد قبل إنهاء الإعارة في أوائل يناير 2022، وانضمت بورن إلى بلاكبيرن روفرز في دوري البطولة الإنجليزية، لما تبقى من موسم 2021-22.
في أغسطس 2022، انضمت بورن إلى برمنغهام سيتي، الذي هبط حديثًا إلى دوري البطولة الإنجليزية، على سبيل الإعارة لموسم 2022-23. شاركت في 18 مباراة في جميع المسابقات وسجلت هدفها الأول مع الفريق الأول في 19 أبريل 2023 في مباراة الفوز 1-0 في الدوري على دورهام. في 30 يونيو 2023، أُعلن عن رحيل بورن عن مانشستر يونايتد بعد انتهاء الموسم. في 2 أغسطس 2023، انضمت بورن مجددًا إلى شيفيلد يونايتد في صفقة انتقال دائمة. بعد مغادرة فريق شيفيلد يونايتد، الذي يلعب في الدوري السوبر للسيدات 2، حيث شاركت في 17 مباراة في موسم 2023/24.
في 9 يوليو 2024، وقّعت مع نادي ساوثهامبتون الذي يتنافس ضمن أيضا الدوري السوبر للسيدات 2.

## مسيرتها الدولية
على الصعيد الدولي، شاركت بورن في ثلاث مباريات مع منتخب إنجلترا لكرة القدم للسيدات تحت 19 عامًا خلال تصفيات بطولة أوروبا للسيدات تحت 19 عامًا 2022، وتم اختيارها ضمن تشكيلة البطولة النهائية، وشاركت في ثلاث مباريات أخرى في بطولة أوروبا تحت 19 عامًا 2022. في أغسطس 2022، تم اختيارها ضمن تشكيلة منتخب إنجلترا للسيدات تحت 23 عامًا للعب في مباراة ودية ضد النرويج، حيث كانت بديلة. في 22 نوفمبر 2022، ظهرت بورن لأول مرة مع الفريق كبديلة في الدقيقة 71، حيث منعت إيطاليا من التسجيل بتسديدة على خط المرمى لتنتهي المباراة بالتعادل السلبي. في 30 أكتوبر 2023، بدأت لأول مرة مع منتخب إنجلترا تحت 23 عامًا في الدوري الأوروبي تحت 23 عامًا ضد البرتغال التي انتهت بفوز نتب إنجلترا بنتيجة 2-0.